# 中共南海县委旧址
中共南海县委旧址，位于中国广东省佛山市南海区狮山镇显纲村中和巷234号。1927年，中共南海县委在此成立。1994年7月5日，列入南海市文物保护单位；2006年，列入佛山市文物保护单位。
1927年，中共南海县委员会在显纲村成立，陈道周任书记，委员周侠生负责组织、谢颂雅负责宣传；后增加委员张霭泉、杜敬枝，候补委员邝少孚、梁通。南海县委成立后，便以村民张太仪家（即中和巷234号）为活动据点，经常在此召开会议，张太仪的家即县委旧址所在地。